# Abraxas guttata
Abraxas guttata là một loài bướm đêm trong họ Geometridae.